# گمینا خوشچنو
گمینا خوشچنو (به لهستانی:  Gmina Choszczno) یک گمینا در لهستان است که در شهرستان خوشچنو واقع شده‌است. گمینا خوشچنو ۲۴۶٫۵۳ کیلومتر مربع مساحت و ۲۲٬۲۶۳ نفر جمعیت دارد.